# (244) Сита
(244) Сита (санскр. सीता) — небольшой астероид главного пояса, принадлежащий к светлому спектральному классу S. Астероид характеризуется крайне низкой скоростью вращения, — один поворот он совершает примерно за пять суток. Он был обнаружен 14 октября 1884 года австрийским астрономом Иоганном Пализой в Венской обсерватории и назван в честь Ситы, супруги Рамы, в поэме «Рамаяна»; считается воплощением богини красоты Лакшми.

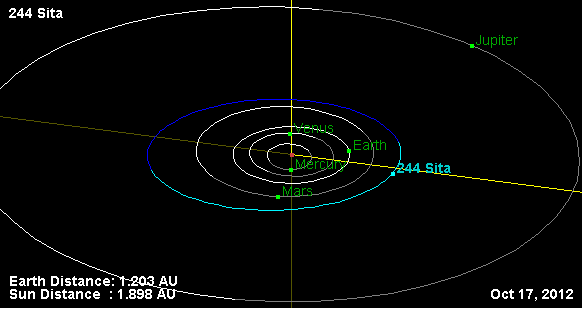
Орбита астероида Сита и его положение в Солнечной системе